# United Cup 2024
United Cup 2024 a fost a doua ediție a United Cup, un turneu internațional de tenis mixt pe terenuri cu suprafață dură, în aer liber, susținut de Asociația Profesioniștilor din Tenis (ATP) și Asociația de Tenis pentru Femei (WTA). Servind drept deschidere pentru Circuitul ATP 2024 și Circuitul WTA 2024, acesta a avut loc în perioada 29 decembrie 2023 – 7 ianuarie 2024 în două locații din orașele australiene Perth și Sydney. United Cup a oferit jucătorilor săi atât puncte de clasament ATP, cât și puncte de clasament WTA: un jucător a putut câștiga un maxim de 500 de puncte.
Germania a câștigat titlul, învingând Polonia cu 2-1 în finală. Echipa Statelor Unite a fost campioana în exercițiu, dar a fost eliminată în faza grupelor.

## Format
Cele 18 echipe naționale participante sunt împărțite în șase grupe de bază, fiecare grupă având trei țări membre. Fiecare locație – Perth și Sydney – găzduiește câte trei grupe. Faza grupelor se desfășoară într-un format tur-retur, în prima săptămână a turneului. Fiecare meci interstatal include două probe de simplu masculin, două de simplu feminin și o finală de dublu mixt. În fiecare sesiune va avea loc un meci de simplu masculin și un meci de simplu feminin. Meciul de dublu mixt va avea loc întotdeauna în sesiunea de seară. 
O echipă condusă de un căpitan poate fi formată din până la patru bărbați și patru femei, cărora li se atribuie puncte în clasamentele ATP și WTA conform categoriilor ATP 500 și WTA 500.
Câștigătorii fiecărei grupe și cea mai bună vicecampioană a unui oraș vor avansa în sferturile de finală. Va fi alocată o zi de deplasare înainte de semifinalele și finala care vor avea loc la Sydney.

## Locuri de desfășurare
Perth și Sydney vor găzdui fiecare câte trei grupe de câte trei țări în format tur-retur și două sferturi de finală. Sydney a găzduit semifinalele și finala în ultimele două zile ale turneului.
| Imagine | Nume               | Inaugurată | Capacitate | Loc                      | Probe                                                  | Hartă       |
| ------- | ------------------ | ---------- | ---------- | ------------------------ | ------------------------------------------------------ | ----------- |
|         | RAC Arena          | 2012       | 15.500     | Perth, Western Australia | Etapa grupelor, Sferturi de finală                     | SydneyPerth |
|         | Ken Rosewall Arena | 1999       | 10.500     | Sydney, New South Wales  | Etapa grupelor, Sferturi de finală, Semifinale, Finală | SydneyPerth |

## Puncte în clasamentul ATP / WTA
| Rundă              | Puncte per victorie vs. clasament adversar | Puncte per victorie vs. clasament adversar | Puncte per victorie vs. clasament adversar | Puncte per victorie vs. clasament adversar | Puncte per victorie vs. clasament adversar | Puncte per victorie vs. clasament adversar | Puncte per victorie vs. clasament adversar |
| Rundă              | Nr. 1–10                                   | Nr. 11–20                                  | Nr. 21–30                                  | Nr. 31–50                                  | Nr. 51–100                                 | Nr. 101–250                                | Nr. 251+                                   |
| ------------------ | ------------------------------------------ | ------------------------------------------ | ------------------------------------------ | ------------------------------------------ | ------------------------------------------ | ------------------------------------------ | ------------------------------------------ |
| Finală             | 180                                        | 140                                        | 120                                        | 90                                         | 60                                         | 40                                         | 35                                         |
| Semifinale         | 130                                        | 105                                        | 90                                         | 60                                         | 40                                         | 35                                         | 25                                         |
| Sferturi de finală | 80                                         | 65                                         | 55                                         | 40                                         | 35                                         | 25                                         | 20                                         |
| Faza grupelor      | 55                                         | 45                                         | 40                                         | 35                                         | 25                                         | 20                                         | 15                                         |

- Maximum 500 de puncte[4]

## Premii în bani
Cupa United 2024 a avut un fond total de premii în valoare de 10.000.000 de dolari. Aceasta a fost cu 33,33% mai mică decât cea din 2023 din cauza faptului că s-au jucat mai puține meciuri. Distribuția a fost împărțită în trei componente: premiu de participare, victorii în meciuri și victorii pe echipe.

### Premiul de participare
| Clasament la simplu | Jucătorul numărul 1 | Jucătorul numărul 2 | Jucătorul numărul 3 |
| ------------------- | ------------------- | ------------------- | ------------------- |
| Nr. 1–10            | 200.000 $           | 200.000 $           | 30.000 $            |
| Nr. 11–20           | 100.000 $           | 100.000 $           | 30.000 $            |
| Nr. 21–30           | 60.000 $            | 50.000 $            | 30.000 $            |
| Nr. 31–50           | 40.000 $            | 30.000 $            | 15.000 $            |
| Nr. 51–100          | 30.000 $            | 20.000 $            | 15.000 $            |
| Nr. 101–250         | 25.000 $            | 15.000 $            | 7.500 $             |
| Nr. 251+            | 20.000 $            | 10.000 $            | 6.000 $             |

### Victorii în meciuri
| Rundă              | Jucătorul numărul 1 | Dublu mixt |
| ------------------ | ------------------- | ---------- |
| Finală             | 251.000 $           | 47.255 $   |
| Semifinale         | 132.000 $           | 24.750 $   |
| Sferturi de finală | 69.500 $            | 13.000 $   |
| Faza grupelor      | 38.325 $            | 7.200 $    |

### Victorii pe echipe
| Rundă              | $ per echipă |
| ------------------ | ------------ |
| Finală             | 23.155 $     |
| Semifinale         | 13.650 $     |
| Sferturi de finală | 8.025 $      |
| Faza grupelor      | 5.000 $      |

## Participanți
16 țări s-au calificat pe baza clasamentului ATP/WTA de simplu la 16 octombrie 2023 și a angajamentului jucătorilor de a participa la eveniment. Cele două echipe rămase se vor califica pe baza clasamentului ATP/WTA din 20 noiembrie.
Primele 16 țări calificate au fost anunțate la 19 octombrie 2023. Ultimele 2 țări calificate au fost anunțate la 21 noiembrie 2023.
| #  | Țară          | Crit.   | Nr. 1 ATP                   | Poz | Nr. 1 WTA           | Poz.      | Nr. 2 ATP               | Nr. 2 WTA               | Dublu ATP              | Dublu WTA                  | Căpitan |          |
| -- | ------------- | ------- | --------------------------- | --- | ------------------- | --------- | ----------------------- | ----------------------- | ---------------------- | -------------------------- | ------- | -------- |
| 1  | Polonia       | WTA #1  | Hubert Hurkacz              | 11  | Iga Świątek         | 2         | Daniel Michalski        | Katarzyna Kawa          | Jan Zieliński          | Katarzyna Piter            |         |          |
| 2  | Grecia        | WTA #3  | Stefanos Tsitsipas          | 7   | Maria Sakkari       | 6         | Stefanos Sakellaridis   | Despina Papamichail     | Petros Tsitsipas       | Valentini Grammatikopoulou |         |          |
| 3  | Statele Unite | WTA #2  | Taylor Fritz                | 10  | Jessica Pegula      | 4         | Denis Kudla             | Alycia Parks            | Rajeev Ram             | Desirae Krawczyk           |         |          |
| 4  | Franța        | WTA #5  | Adrian Mannarino            | 24  | Caroline Garcia     | 10        | Antoine Escoffier       | Amandine Hesse          | Édouard Roger-Vasselin | Elixane Lechemia           |         |          |
| 5  | Cehia         | WTA #4  | Jiří Lehečka                | 30  | Markéta Vondroušová | 8         | Vít Kopřiva             | Sára Bejlek             | Petr Nouza             | Miriam Kolodziejová        |         |          |
| 6  | Croația       | Comb #1 | Borna Ćorić                 | 33  | Donna Vekić         | 24        | Nino Serdarušić         | Petra Marčinko          | Ivan Dodig             | Tena Lukas                 |         |          |
| 7  | Canada        | ATP #5  | Félix Auger-Aliassime       | 17  | Leylah Fernandez    | 43        | Alexis Galarneau        | Stacey Fung             | Adil Shamasdin         | —                          |         |          |
| 8  | Regatul Unit  | Comb #2 | Cameron Norrie              | 18  | Katie Boulter       | 53        | Dan Evans               | Francesca Jones         | Neal Skupski           | Maia Lumsden               |         |          |
| 9  | China         | Comb #3 | Zhizhen Zhang               | 57  | Qinwen Zheng        | 19        | Yunchaokete Bu          | Xiaodi You              | Fajing Sun             | —                          |         |          |
| 10 | Țările de Jos | Comb #4 | Tallon Griekspoor           | 25  | Arantxa Rus         | 51        | Thiemo de Bakker        | Arianne Hartono         | Wesley Koolhof         | Demi Schuurs               |         |          |
| 11 | Spania        | Comb #5 | Alejandro Davidovich Fokina | 26  | Sara Sorribes Tormo | 55        | Roberto Carballés Baena | Marina Bassols Ribera   | David Vega Hernández   | Nuria Párrizas Díaz        |         |          |
| 12 | Italia        | Comb #6 | Lorenzo Sonego              | 55  | Jasmine Paolini     | 30        | Flavio Cobolli          | Nuria Brancaccio        | Andrea Pellegrino      | Angelica Moratelli         |         |          |
| 13 | Serbia        | ATP #1  | Novak Djokovic              | 1   | Olga Danilović      | 112       | Hamad Medjedovic        | Natalija Stevanović     | Nikola Ćaćić           | Dejana Radanović           |         |          |
| 14 | Norvegia      | ATP #2  | Casper Ruud                 | 8   | Malene Helgø        | 351       | Andreja Petrovic        | Ulrikke Eikeri          | Nicolai Budkov Kjaer   | —                          |         |          |
| 15 | Australia     | ATP #4  | Alex de Minaur              | 13  | Ajla Tomljanović    | 33PR(427) | John Millman            | Storm Hunter            | Matthew Ebden          | Ellen Perez                |         |          |
| 16 | Germania      | ATP #3  | Alexander Zverev            | 9   | Angelique Kerber    | 31PR(NR)  | Maximilian Marterer     | Tatjana Maria           | Kai Wehnelt            | Laura Siegemund            |         |          |
| 17 | Brazilia      | WTA #6  | Thiago Seyboth Wild         | 80  | Beatriz Haddad Maia | 11        | Felipe Meligeni Alves   | Carolina Meligeni Alves | Marcelo Melo           | —                          |         | Brazilia |
| 18 | Chile         | ATP #6  | Nicolás Jarry               | 19  | Daniela Seguel      | 662       | Tomás Barrios Vera      | Fernanda Labraña        | Alejandro Tabilo       | —                          |         | Chile    |

- Clasamentul la simplu este cel din 16 octombrie 2023.
- PR = Clasament protejat
- NR = Nu este clasat

1. 1 2 3  WTA Singles 3 instead of WTA Doubles
2. ↑  ATP Singles 3 instead of ATP Doubles

## Faza grupelor
Î = Întâlniri, M = Meciuri, S = Seturi
| Grupă | Loc unu   | Loc unu | Loc unu | Loc unu | Loc doi       | Loc doi | Loc doi | Loc doi | Loc trei       | Loc trei | Loc trei | Loc trei |
| Grupă | Țară      | Î       | M       | S       | Țară          | Î       | M       | S       | Țară           | Î        | M        | S        |
| ----- | --------- | ------- | ------- | ------- | ------------- | ------- | ------- | ------- | -------------- | -------- | -------- | -------- |
| A     | Polonia   | 2–0     | 5–1     | 11–3    | Spania        | 1–1     | 3–3     | 6–7     | Brazilia       | 0–2      | 1–5      | 3–10     |
| B     | Grecia    | 1–1     | 4–2     | 10–4    | Chile         | 1–1     | 3–3     | 7–8     | Canada         | 1–1      | 2–4      | 4–9      |
| C     | Australia | 1–1     | 3–3     | 7–6     | Statele Unite | 1–1     | 3–3     | 7–7     | Marea Britanie | 1–1      | 3–3      | 7–8      |
| D     | Franța    | 2–0     | 5–1     | 11–5    | Germania      | 1–1     | 3–3     | 8–8     | Italia         | 0–2      | 1–5      | 4–10     |
| E     | Serbia    | 2–0     | 4–2     | 9–7     | China         | 1–1     | 4–2     | 9–6     | Cehia          | 0–2      | 1–5      | 6–11     |
| F     | Norvegia  | 1–1     | 3–3     | 7–7     | Croația       | 1–1     | 3–3     | 8–8     | Țările de Jos  | 1–1      | 3–3      | 7–7      |

### Grupa A
Oraș gazdă: Perth
| Poz. | Țară     | Întâlniri C-P | Meciuri C-P | Seturi        | Jocuri         |
| ---- | -------- | ------------- | ----------- | ------------- | -------------- |
| 1    | Polonia  | 2–0           | 5–1         | 11–3 (78.57%) | 79–41 (65.83%) |
| 2    | Spania   | 1–1           | 3–3         | 6–7 (46.15%)  | 51–63 (44.74%) |
| 3    | Brazilia | 0–2           | 1–5         | 3–10 (23.08%) | 49–75 (39.52%) |

#### Spania vs. Brazilia
| · Spania · 2 | RAC Arena 29 decembrie 2023 | RAC Arena 29 decembrie 2023                                                          | · Brazilia · 1 |     |   |  |
| \| \| \| \| 1 \| 2 \| 3 \| \| \| - \| \| ------------------------------------------------------------------------------------ \| ---- \| --- \| - \| \| \| 1 \| \| Alejandro Davidovici Fokina Thiago Seyboth Wild \| 6 4 \| 6 0 \| \| \| \| 2 \| \| Sara Sorribes Tormo Beatriz Haddad Maia \| 61 7 \| 2 6 \| \| \| \| 3 \| \| Sara Sorribes Tormo / Alejandro Davidovici Fokina Beatriz Haddad Maia / Marcelo Melo \| 6 4 \| 7 5 \| \| \| |                             |                                                                                      |                |     |   |  |
| |                             |                                                                                      | 1              | 2   | 3 |  |
| 1 | Spania · Brazilia           | Alejandro Davidovici Fokina Thiago Seyboth Wild                                      | 6 4            | 6 0 |   |  |
| 2 | Spania · Brazilia           | Sara Sorribes Tormo Beatriz Haddad Maia                                              | 61 7           | 2 6 |   |  |
| 3 | Spania · Brazilia           | Sara Sorribes Tormo / Alejandro Davidovici Fokina Beatriz Haddad Maia / Marcelo Melo | 6 4            | 7 5 |   |  |

#### Polonia vs. Brazilia
| · Polonia · 3 | RAC Arena 30 decembrie 2023 | RAC Arena 30 decembrie 2023                                     | · Brazilia · 0 |     |     |  |
| \| \| \| \| 1 \| 2 \| 3 \| \| \| - \| \| --------------------------------------------------------------- \| ---- \| --- \| --- \| \| \| 1 \| \| Iga Świątek Beatriz Haddad Maia \| 6 2 \| 6 2 \| \| \| \| 2 \| \| Hubert Hurkacz Thiago Seyboth Wild \| 64 7 \| 6 2 \| 6 3 \| \| \| 3 \| \| Iga Świątek / Hubert Hurkacz Beatriz Haddad Maia / Marcelo Melo \| 6 4 \| 6 3 \| \| \| |                             |                                                                 |                |     |     |  |
| |                             |                                                                 | 1              | 2   | 3   |  |
| 1 | Polonia · Brazilia          | Iga Świątek Beatriz Haddad Maia                                 | 6 2            | 6 2 |     |  |
| 2 | Polonia · Brazilia          | Hubert Hurkacz Thiago Seyboth Wild                              | 64 7           | 6 2 | 6 3 |  |
| 3 | Polonia · Brazilia          | Iga Świątek / Hubert Hurkacz Beatriz Haddad Maia / Marcelo Melo | 6 4            | 6 3 |     |  |

#### Polonia vs. Spania
| · Polonia · 2 | RAC Arena 1 ianuarie 2024 | RAC Arena 1 ianuarie 2024                                                      | · Spania · 1 |     |     |  |
| \| \| \| \| 1 \| 2 \| 3 \| \| \| - \| \| ------------------------------------------------------------------------------ \| --- \| --- \| --- \| \| \| 1 \| \| Hubert Hurkacz Alejandro Davidovici Fokina \| 6 3 \| 3 6 \| 4 6 \| \| \| 2 \| \| Iga Świątek Sara Sorribes Tormo \| 6 2 \| 6 1 \| \| \| \| 3 \| \| Iga Świątek / Hubert Hurkacz Sara Sorribes Tormo / Alejandro Davidovici Fokina \| 6 0 \| 6 0 \| \| \| |                           |                                                                                |              |     |     |  |
| |                           |                                                                                | 1            | 2   | 3   |  |
| 1 | Polonia · Spania          | Hubert Hurkacz Alejandro Davidovici Fokina                                     | 6 3          | 3 6 | 4 6 |  |
| 2 | Polonia · Spania          | Iga Świątek Sara Sorribes Tormo                                                | 6 2          | 6 1 |     |  |
| 3 | Polonia · Spania          | Iga Świątek / Hubert Hurkacz Sara Sorribes Tormo / Alejandro Davidovici Fokina | 6 0          | 6 0 |     |  |

### Grupa B
Oraș gazdă: Sydney
| Poz. | Țară   | Întâlniri C-P | Meciuri C-P | Seturi        | Jocuri         |
| ---- | ------ | ------------- | ----------- | ------------- | -------------- |
| 1    | Grecia | 1–1           | 4–2         | 10–4 (71.43%) | 74–53 (58.27%) |
| 2    | Chile  | 1–1           | 3–3         | 7–8 (46.67%)  | 59–69 (46.09%) |
| 3    | Canada | 1–1           | 2–4         | 4–9 (30.77%)  | 56–67 (45.53%) |

#### Canada vs. Chile
| · Canada · 2 | Ken Rosewall Arena 31 decembrie 2023 | Ken Rosewall Arena 31 decembrie 2023                               | · Chile · 1 |     |          |  |
| \| \| \| \| 1 \| 2 \| 3 \| \| \| - \| \| ------------------------------------------------------------------ \| --- \| --- \| -------- \| \| \| 1 \| \| Leylah Fernandez Daniela Seguel \| 6 2 \| 6 3 \| \| \| \| 2 \| \| Steven Diez Nicolás Jarry \| 5 7 \| 4 6 \| \| \| \| 3 \| \| Leylah Fernandez / Steven Diez Daniela Seguel / Tomás Barrios Vera \| 7 5 \| 4 6 \| [10] [8] \| \| |                                      |                                                                    |             |     |          |  |
| |                                      |                                                                    | 1           | 2   | 3        |  |
| 1 | Canada · Chile                       | Leylah Fernandez Daniela Seguel                                    | 6 2         | 6 3 |          |  |
| 2 | Canada · Chile                       | Steven Diez Nicolás Jarry                                          | 5 7         | 4 6 |          |  |
| 3 | Canada · Chile                       | Leylah Fernandez / Steven Diez Daniela Seguel / Tomás Barrios Vera | 7 5         | 4 6 | [10] [8] |  |

#### Grecia vs. Chile
| · Grecia · 1 | Ken Rosewall Arena 2 ianuarie 2024 | Ken Rosewall Arena 2 ianuarie 2024                                     | · Chile · 2 |     |          |  |
| \| \| \| \| 1 \| 2 \| 3 \| \| \| - \| \| ---------------------------------------------------------------------- \| ---- \| --- \| -------- \| \| \| 1 \| \| Maria Sakkari Daniela Seguel \| 6 0 \| 6 1 \| \| \| \| 2 \| \| Stefanos Sakellaridis Nicolás Jarry \| 3 6 \| 6 3 \| 5 7 \| \| \| 3 \| \| Maria Sakkari / Stefanos Tsitsipas Daniela Seguel / Tomás Barrios Vera \| 7 65 \| 3 6 \| [6] [10] \| \| |                                    |                                                                        |             |     |          |  |
| |                                    |                                                                        | 1           | 2   | 3        |  |
| 1 | Grecia · Chile                     | Maria Sakkari Daniela Seguel                                           | 6 0         | 6 1 |          |  |
| 2 | Grecia · Chile                     | Stefanos Sakellaridis Nicolás Jarry                                    | 3 6         | 6 3 | 5 7      |  |
| 3 | Grecia · Chile                     | Maria Sakkari / Stefanos Tsitsipas Daniela Seguel / Tomás Barrios Vera | 7 65        | 3 6 | [6] [10] |  |

#### Grecia vs. Canada
| · Grecia · 3 | Ken Rosewall Arena 3 ianuarie 2024 | Ken Rosewall Arena 3 ianuarie 2024                                         | · Canada · 0 |     |   |  |
| \| \| \| \| 1 \| 2 \| 3 \| \| \| - \| \| -------------------------------------------------------------------------- \| ---- \| --- \| - \| \| \| 1 \| \| Stefanos Tsitsipas Steven Diez \| 6 2 \| 6 3 \| \| \| \| 2 \| \| Maria Sakkari Leylah Fernandez \| 7 62 \| 6 3 \| \| \| \| 3 \| \| Despina Papamichail / Petros Tsitsipas Stacey Fung / Félix Auger-Aliassime \| 7 5 \| 6 4 \| \| \| |                                    |                                                                            |              |     |   |  |
| |                                    |                                                                            | 1            | 2   | 3 |  |
| 1 | Grecia · Canada                    | Stefanos Tsitsipas Steven Diez                                             | 6 2          | 6 3 |   |  |
| 2 | Grecia · Canada                    | Maria Sakkari Leylah Fernandez                                             | 7 62         | 6 3 |   |  |
| 3 | Grecia · Canada                    | Despina Papamichail / Petros Tsitsipas Stacey Fung / Félix Auger-Aliassime | 7 5          | 6 4 |   |  |

### Grupa C
Oraș gazdă: Perth
| Poz. | Țară           | Întâlniri C-P | Meciuri C-P | Seturi       | Jocuri         |
| ---- | -------------- | ------------- | ----------- | ------------ | -------------- |
| 1    | Australia      | 1–1           | 3–3         | 7–6 (53.85%) | 68–59 (53.54%) |
| 2    | Statele Unite  | 1–1           | 3–3         | 7–7 (50%)    | 60–72 (45.45%) |
| 3    | Marea Britanie | 1–1           | 3–3         | 7–8 (46.67%) | 75–72 (51.02%) |

#### Marea Britanie vs. Australia
| · Marea Britanie · 2 | RAC Arena 29 decembrie 2023 | RAC Arena 29 decembrie 2023                               | · Australia · 1 |      |      |  |
| \| \| \| \| 1 \| 2 \| 3 \| \| \| - \| \| --------------------------------------------------------- \| --- \| ---- \| ---- \| \| \| 1 \| \| Cameron Norrie Alex de Minaur \| 6 4 \| 2 6 \| 7 62 \| \| \| 2 \| \| Katie Boulter Ajla Tomljanović \| 6 2 \| 6 4 \| \| \| \| 3 \| \| Katie Boulter / Neal Skupski Storm Hunter / Matthew Ebden \| 3 6 \| 65 7 \| \| \| |                             |                                                           |                 |      |      |  |
| |                             |                                                           | 1               | 2    | 3    |  |
| 1 | Regatul Unit · Australia    | Cameron Norrie Alex de Minaur                             | 6 4             | 2 6  | 7 62 |  |
| 2 | Regatul Unit · Australia    | Katie Boulter Ajla Tomljanović                            | 6 2             | 6 4  |      |  |
| 3 | Regatul Unit · Australia    | Katie Boulter / Neal Skupski Storm Hunter / Matthew Ebden | 3 6             | 65 7 |      |  |

#### Statele Unite vs. Marea Britanie
| · Statele Unite · 2 | RAC Arena 31 decembrie 2023               | RAC Arena 31 decembrie 2023                                | · Marea Britanie · 1 |      |          |  |
| \| \| \| \| 1 \| 2 \| 3 \| \| \| - \| \| ---------------------------------------------------------- \| ---- \| ---- \| -------- \| \| \| 1 \| \| Jessica Pegula Katie Boulter \| 7 5 \| 4 6 \| 4 6 \| \| \| 2 \| \| Taylor Fritz Cameron Norrie \| 7 65 \| 6 4 \| \| \| \| 3 \| \| Jessica Pegula / Taylor Fritz Katie Boulter / Neal Skupski \| 1 6 \| 7 64 \| [10] [7] \| \| |                                           |                                                            |                      |      |          |  |
| |                                           |                                                            | 1                    | 2    | 3        |  |
| 1 | Statele Unite ale Americii · Regatul Unit | Jessica Pegula Katie Boulter                               | 7 5                  | 4 6  | 4 6      |  |
| 2 | Statele Unite ale Americii · Regatul Unit | Taylor Fritz Cameron Norrie                                | 7 65                 | 6 4  |          |  |
| 3 | Statele Unite ale Americii · Regatul Unit | Jessica Pegula / Taylor Fritz Katie Boulter / Neal Skupski | 1 6                  | 7 64 | [10] [7] |  |

#### Statele Unite vs. Australia
| · Statele Unite · 1 | RAC Arena 1 ianuarie 2024              | RAC Arena 1 ianuarie 2024                                | · Australia · 2 |     |   |  |
| \| \| \| \| 1 \| 2 \| 3 \| \| \| - \| \| -------------------------------------------------------- \| ----- \| --- \| - \| \| \| 1 \| \| Taylor Fritz Alex de Minaur \| 4 6 \| 2 6 \| \| \| \| 2 \| \| Jessica Pegula Ajla Tomljanović \| 78 66 \| 6 3 \| \| \| \| 3 \| \| Jessica Pegula / Rajeev Ram Storm Hunter / Matthew Ebden \| 3 6 \| 1 6 \| \| \| |                                        |                                                          |                 |     |   |  |
| |                                        |                                                          | 1               | 2   | 3 |  |
| 1 | Statele Unite ale Americii · Australia | Taylor Fritz Alex de Minaur                              | 4 6             | 2 6 |   |  |
| 2 | Statele Unite ale Americii · Australia | Jessica Pegula Ajla Tomljanović                          | 78 66           | 6 3 |   |  |
| 3 | Statele Unite ale Americii · Australia | Jessica Pegula / Rajeev Ram Storm Hunter / Matthew Ebden | 3 6             | 1 6 |   |  |

### Grupa D
Oraș gazdă: Sydney
| Poz. | Țară     | Întâlniri C-P | Meciuri C-P | Seturi        | Jocuri         |
| ---- | -------- | ------------- | ----------- | ------------- | -------------- |
| 1    | Franța   | 2–0           | 5–1         | 11–5 (68.75%) | 78–71 (52.35%) |
| 2    | Germania | 1–1           | 3–3         | 8–8 (50%)     | 77–66 (53.85%) |
| 3    | Italia   | 0–2           | 1–5         | 4–10 (28.57%) | 63–81 (43.75%) |

#### Italia vs. Germania
| · Italia · 1 | Ken Rosewall Arena 30 decembrie 2023 | Ken Rosewall Arena 30 decembrie 2023                                    | · Germania · 2 |     |     |  |
| \| \| \| \| 1 \| 2 \| 3 \| \| \| - \| \| ----------------------------------------------------------------------- \| ---- \| --- \| --- \| \| \| 1 \| \| Jasmine Paolini Angelique Kerber \| 6 4 \| 7 5 \| \| \| \| 2 \| \| Lorenzo Sonego Alexander Zverev \| 7 65 \| 3 6 \| 4 6 \| \| \| 3 \| \| Angelica Moratelli / Lorenzo Sonego Angelique Kerber / Alexander Zverev \| 3 6 \| 0 6 \| \| \| |                                      |                                                                         |                |     |     |  |
| |                                      |                                                                         | 1              | 2   | 3   |  |
| 1 | Italia · Germania                    | Jasmine Paolini Angelique Kerber                                        | 6 4            | 7 5 |     |  |
| 2 | Italia · Germania                    | Lorenzo Sonego Alexander Zverev                                         | 7 65           | 3 6 | 4 6 |  |
| 3 | Italia · Germania                    | Angelica Moratelli / Lorenzo Sonego Angelique Kerber / Alexander Zverev | 3 6            | 0 6 |     |  |

#### Franța vs. Germania
| · Franța · 2 | Ken Rosewall Arena 1 ianuarie 2024 | Ken Rosewall Arena 1 ianuarie 2024                                           | · Germania · 1 |     |           |  |
| \| \| \| \| 1 \| 2 \| 3 \| \| \| - \| \| ---------------------------------------------------------------------------- \| ---- \| --- \| --------- \| \| \| 1 \| \| Adrian Mannarino Alexander Zverev \| 6 4 \| 4 6 \| 3 6 \| \| \| 2 \| \| Caroline Garcia Angelique Kerber \| 1 6 \| 6 2 \| 6 2 \| \| \| 3 \| \| Caroline Garcia / Édouard Roger-Vasselin Angelique Kerber / Alexander Zverev \| 7 64 \| 2 6 \| [12] [10] \| \| |                                    |                                                                              |                |     |           |  |
| |                                    |                                                                              | 1              | 2   | 3         |  |
| 1 | Franța · Germania                  | Adrian Mannarino Alexander Zverev                                            | 6 4            | 4 6 | 3 6       |  |
| 2 | Franța · Germania                  | Caroline Garcia Angelique Kerber                                             | 1 6            | 6 2 | 6 2       |  |
| 3 | Franța · Germania                  | Caroline Garcia / Édouard Roger-Vasselin Angelique Kerber / Alexander Zverev | 7 64           | 2 6 | [12] [10] |  |

#### Franța vs. Italia
| · Franța · 3 | Ken Rosewall Arena 3 ianuarie 2024 | Ken Rosewall Arena 3 ianuarie 2024                                          | · Italia · 0 |     |     |  |
| \| \| \| \| 1 \| 2 \| 3 \| \| \| - \| \| --------------------------------------------------------------------------- \| ---- \| --- \| --- \| \| \| 1 \| \| Adrian Mannarino Lorenzo Sonego \| 6 4 \| 6 4 \| \| \| \| 2 \| \| Caroline Garcia Jasmine Paolini \| 6 4 \| 5 7 \| 6 4 \| \| \| 3 \| \| Elixane Lechemia / Édouard Roger-Vasselin Nuria Brancaccio / Flavio Cobolli \| 7 65 \| 6 4 \| \| \| |                                    |                                                                             |              |     |     |  |
| |                                    |                                                                             | 1            | 2   | 3   |  |
| 1 | Franța · Italia                    | Adrian Mannarino Lorenzo Sonego                                             | 6 4          | 6 4 |     |  |
| 2 | Franța · Italia                    | Caroline Garcia Jasmine Paolini                                             | 6 4          | 5 7 | 6 4 |  |
| 3 | Franța · Italia                    | Elixane Lechemia / Édouard Roger-Vasselin Nuria Brancaccio / Flavio Cobolli | 7 65         | 6 4 |     |  |

### Grupa E
Oraș gazdă: Perth
| Poz. | Țară   | Întâlniri C-P | Meciuri C-P | Seturi        | Jocuri         |
| ---- | ------ | ------------- | ----------- | ------------- | -------------- |
| 1    | Serbia | 2–0           | 4–2         | 9–7 (56.25%)  | 66–63 (51.16%) |
| 2    | China  | 1–1           | 4–2         | 9–6 (60%)     | 70–51 (57.85%) |
| 3    | Cehia  | 0–2           | 1–5         | 6–11 (35.29%) | 61–83 (42.36%) |

#### Republica Cehă vs. China
| · Cehia · 0 | RAC Arena 30 decembrie 2023        | RAC Arena 30 decembrie 2023                                     | · China · 3 |     |     |  |
| \| \| \| \| 1 \| 2 \| 3 \| \| \| - \| \| --------------------------------------------------------------- \| --- \| --- \| --- \| \| \| 1 \| \| Jiří Lehečka Zhang Zhizhen \| 7 5 \| 3 6 \| 4 6 \| \| \| 2 \| \| Markéta Vondroušová Zheng Qinwen \| 1 6 \| 6 2 \| 1 6 \| \| \| 3 \| \| Markéta Vondroušová / Jiří Lehečka Zheng Qinwen / Zhang Zhizhen \| 1 6 \| 2 6 \| \| \| |                                    |                                                                 |             |     |     |  |
| |                                    |                                                                 | 1           | 2   | 3   |  |
| 1 | Cehia · Republica Populară Chineză | Jiří Lehečka Zhang Zhizhen                                      | 7 5         | 3 6 | 4 6 |  |
| 2 | Cehia · Republica Populară Chineză | Markéta Vondroušová Zheng Qinwen                                | 1 6         | 6 2 | 1 6 |  |
| 3 | Cehia · Republica Populară Chineză | Markéta Vondroušová / Jiří Lehečka Zheng Qinwen / Zhang Zhizhen | 1 6         | 2 6 |     |  |

#### China vs. Serbia
| · China · 1 | RAC Arena 31 decembrie 2023         | RAC Arena 31 decembrie 2023                                  | · Serbia · 2 |     |          |  |
| \| \| \| \| 1 \| 2 \| 3 \| \| \| - \| \| ------------------------------------------------------------ \| --- \| --- \| -------- \| \| \| 1 \| \| Zhang Zhizhen Novak Djokovic \| 3 6 \| 2 6 \| \| \| \| 2 \| \| Zheng Qinwen Olga Danilović \| 6 4 \| 6 2 \| \| \| \| 3 \| \| Zheng Qinwen / Zhang Zhizhen Olga Danilović / Novak Djokovic \| 4 6 \| 6 1 \| [6] [10] \| \| |                                     |                                                              |              |     |          |  |
| |                                     |                                                              | 1            | 2   | 3        |  |
| 1 | Republica Populară Chineză · Serbia | Zhang Zhizhen Novak Djokovic                                 | 3 6          | 2 6 |          |  |
| 2 | Republica Populară Chineză · Serbia | Zheng Qinwen Olga Danilović                                  | 6 4          | 6 2 |          |  |
| 3 | Republica Populară Chineză · Serbia | Zheng Qinwen / Zhang Zhizhen Olga Danilović / Novak Djokovic | 4 6          | 6 1 | [6] [10] |  |

#### Republica Cehă vs. Serbia
| · Cehia · 1 | RAC Arena 2 ianuarie 2024 | RAC Arena 2 ianuarie 2024                                          | · Serbia · 2 |      |          |  |
| \| \| \| \| 1 \| 2 \| 3 \| \| \| - \| \| ------------------------------------------------------------------ \| --- \| ---- \| -------- \| \| \| 1 \| \| Markéta Vondroušová Olga Danilović \| 6 1 \| 3 6 \| 6 3 \| \| \| 2 \| \| Jiří Lehečka Novak Djokovic \| 1 6 \| 7 63 \| 1 6 \| \| \| 3 \| \| Miriam Kolodziejová / Petr Nouza Olga Danilović / Hamad Medjedovic \| 6 4 \| 62 7 \| [8] [10] \| \| |                           |                                                                    |              |      |          |  |
| |                           |                                                                    | 1            | 2    | 3        |  |
| 1 | Cehia · Serbia            | Markéta Vondroušová Olga Danilović                                 | 6 1          | 3 6  | 6 3      |  |
| 2 | Cehia · Serbia            | Jiří Lehečka Novak Djokovic                                        | 1 6          | 7 63 | 1 6      |  |
| 3 | Cehia · Serbia            | Miriam Kolodziejová / Petr Nouza Olga Danilović / Hamad Medjedovic | 6 4          | 62 7 | [8] [10] |  |

### Grupa F
Oraș gazdă: Sydney
| Poz. | Țară          | Întâlniri C-P | Meciuri C-P | Seturi    | Jocuri         |
| ---- | ------------- | ------------- | ----------- | --------- | -------------- |
| 1    | Norvegia      | 1–1           | 3–3         | 7–7 (50%) | 66–63 (51.16%) |
| 2    | Croația       | 1–1           | 3–3         | 8–8 (50%) | 67–68 (49.63%) |
| 3    | Țările de Jos | 1–1           | 3–3         | 7–7 (50%) | 66–68 (49.25%) |

#### Țările de Jos vs. Norvegia
| · Țările de Jos · 2 | Ken Rosewall Arena 30 decembrie 2023 | Ken Rosewall Arena 30 decembrie 2023                       | · Norvegia · 1 |     |   |  |
| \| \| \| \| 1 \| 2 \| 3 \| \| \| - \| \| ---------------------------------------------------------- \| ---- \| --- \| - \| \| \| 1 \| \| Arantxa Rus Malene Helgø \| 7 64 \| 6 1 \| \| \| \| 2 \| \| Tallon Griekspoor Casper Ruud \| 3 6 \| 4 6 \| \| \| \| 3 \| \| Demi Schuurs / Wesley Koolhof Ulrikke Eikeri / Casper Ruud \| 7 65 \| 7 5 \| \| \| |                                      |                                                            |                |     |   |  |
| |                                      |                                                            | 1              | 2   | 3 |  |
| 1 | Țările de Jos · Norvegia             | Arantxa Rus Malene Helgø                                   | 7 64           | 6 1 |   |  |
| 2 | Țările de Jos · Norvegia             | Tallon Griekspoor Casper Ruud                              | 3 6            | 4 6 |   |  |
| 3 | Țările de Jos · Norvegia             | Demi Schuurs / Wesley Koolhof Ulrikke Eikeri / Casper Ruud | 7 65           | 7 5 |   |  |

#### Croația vs. Norvegia
| · Croația · 1 | Ken Rosewall Arena 1 ianuarie 2024 | Ken Rosewall Arena 1 ianuarie 2024                    | · Norvegia · 2 |     |          |  |
| \| \| \| \| 1 \| 2 \| 3 \| \| \| - \| \| ----------------------------------------------------- \| --- \| --- \| -------- \| \| \| 1 \| \| Donna Vekić Malene Helgø \| 7 5 \| 3 6 \| 6 3 \| \| \| 2 \| \| Borna Ćorić Casper Ruud \| 4 6 \| 1 6 \| \| \| \| 3 \| \| Donna Vekić / Ivan Dodig Ulrikke Eikeri / Casper Ruud \| 2 6 \| 6 3 \| [7] [10] \| \| |                                    |                                                       |                |     |          |  |
| |                                    |                                                       | 1              | 2   | 3        |  |
| 1 | Croația · Norvegia                 | Donna Vekić Malene Helgø                              | 7 5            | 3 6 | 6 3      |  |
| 2 | Croația · Norvegia                 | Borna Ćorić Casper Ruud                               | 4 6            | 1 6 |          |  |
| 3 | Croația · Norvegia                 | Donna Vekić / Ivan Dodig Ulrikke Eikeri / Casper Ruud | 2 6            | 6 3 | [7] [10] |  |

#### Croația vs. Țările de Jos
| · Croația · 2 | Ken Rosewall Arena 2 ianuarie 2024 | Ken Rosewall Arena 2 ianuarie 2024                     | · Țările de Jos · 1 |     |           |  |
| \| \| \| \| 1 \| 2 \| 3 \| \| \| - \| \| ------------------------------------------------------ \| ---- \| --- \| --------- \| \| \| 1 \| \| Borna Ćorić Tallon Griekspoor \| 7 64 \| 6 4 \| \| \| \| 2 \| \| Donna Vekić Arantxa Rus \| 6 2 \| 3 6 \| 6 1 \| \| \| 3 \| \| Donna Vekić / Ivan Dodig Demi Schuurs / Wesley Koolhof \| 7 63 \| 3 6 \| [12] [14] \| \| |                                    |                                                        |                     |     |           |  |
| |                                    |                                                        | 1                   | 2   | 3         |  |
| 1 | Croația · Țările de Jos            | Borna Ćorić Tallon Griekspoor                          | 7 64                | 6 4 |           |  |
| 2 | Croația · Țările de Jos            | Donna Vekić Arantxa Rus                                | 6 2                 | 3 6 | 6 1       |  |
| 3 | Croația · Țările de Jos            | Donna Vekić / Ivan Dodig Demi Schuurs / Wesley Koolhof | 7 63                | 3 6 | [12] [14] |  |

### Clasamentul echipelor clasate pe locul doi
Oraș gazdă: Perth
| Poz. | Țară          | Întâlniri | Meciuri | Seturi       | Game-uri       |
| ---- | ------------- | --------- | ------- | ------------ | -------------- |
| 1    | China         | 1–1       | 4–2     | 9–6 (60%)    | 70–51 (57.85%) |
| 2    | Statele Unite | 1–1       | 3–3     | 7–7 (50%)    | 60–72 (45.45%) |
| 3    | Spania        | 1–1       | 3–3     | 6–7 (46.15%) | 51–63 (44.74%) |

Oraș gazdă: Sydney
| Poz. | Țară     | Întâlniri | Meciuri | Seturi       | Game-uri       |
| ---- | -------- | --------- | ------- | ------------ | -------------- |
| 1    | Germania | 1–1       | 3–3     | 8–8 (50%)    | 77–66 (53.85%) |
| 2    | Croația  | 1–1       | 3–3     | 8–8 (50%)    | 67–68 (49.63%) |
| 3    | Chile    | 1–1       | 3–3     | 7–8 (46.67%) | 59–69 (46.09%) |

## Etapa eliminatorie
|  | Sferturi de finală | Sferturi de finală | Sferturi de finală |          |           | Semifinale | Semifinale | Semifinale |  |  | Finală | Finală | Finală |  |
|  |                    |                    |                    |          |           |            |            |            |  |  |        |        |        |  |
|  | Polonia            | Polonia            | 3                  |          |           |            |            |            |  |  |        |        |        |  |
|  | Polonia            | Polonia            | 3                  |          |           |            |            |            |  |  |        |        |        |  |
|  | China              | China              | 0                  |          |           |            |            |            |  |  |        |        |        |  |
|  | China              | China              | 0                  |          | Polonia   | Polonia    | 3          |            |  |  |        |        |        |  |
|  |                    |                    |                    |          | Polonia   | Polonia    | 3          |            |  |  |        |        |        |  |
|  |                    |                    | Franța             | Franța   | 0         |            |            |            |  |  |        |        |        |  |
|  | Franța             | Franța             | Franța             | Franța   | 0         | 2          |            |            |  |  |        |        |        |  |
|  | Franța             | Franța             |                    |          |           |            |            |            |  |  |        |        |        |  |
|  | Norvegia           | Norvegia           | 1                  |          |           |            |            |            |  |  |        |        |        |  |
|  | Norvegia           | Norvegia           | 1                  |          | Polonia   | Polonia    | 1          |            |  |  |        |        |        |  |
|  |                    |                    |                    |          |           |            |            |            |  |  |        |        |        |  |
|  |                    |                    | Germania           | Germania | 2         |            |            |            |  |  |        |        |        |  |
|  | Australia          | Australia          | Germania           | Germania | 2         | 3          |            |            |  |  |        |        |        |  |
|  | Australia          | Australia          |                    |          |           |            |            |            |  |  |        |        |        |  |
|  | Serbia             | Serbia             | 0                  |          |           |            |            |            |  |  |        |        |        |  |
|  | Serbia             | Serbia             | 0                  |          | Australia | Australia  | 1          |            |  |  |        |        |        |  |
|  |                    |                    |                    |          | Australia | Australia  | 1          |            |  |  |        |        |        |  |
|  |                    |                    | Germania           | Germania | 2         |            |            |            |  |  |        |        |        |  |
|  | Grecia             | Grecia             | Germania           | Germania | 2         | 1          |            |            |  |  |        |        |        |  |
|  | Grecia             | Grecia             |                    |          |           |            |            |            |  |  |        |        |        |  |
|  | Germania           | Germania           | 2                  |          |           |            |            |            |  |  |        |        |        |  |

### Sferturi de finală

#### Polonia vs. China
| · Polonia · 3 | Perth, RAC Arena 3 ianuarie 2024     | Perth, RAC Arena 3 ianuarie 2024                        | · China · 0 |     |          |  |
| \| \| \| \| 1 \| 2 \| 3 \| \| \| - \| \| ------------------------------------------------------- \| --- \| --- \| -------- \| \| \| 1 \| \| Hubert Hurkacz Zhang Zhizhen \| 6 3 \| 6 4 \| \| \| \| 2 \| \| Iga Świątek Zheng Qinwen \| 6 2 \| 6 3 \| \| \| \| 3 \| \| Katarzyna Piter / Jan Zieliński You Xiaodi / Sun Fajing \| 6 3 \| 5 7 \| [10] [7] \| \| |                                      |                                                         |             |     |          |  |
| |                                      |                                                         | 1           | 2   | 3        |  |
| 1 | Polonia · Republica Populară Chineză | Hubert Hurkacz Zhang Zhizhen                            | 6 3         | 6 4 |          |  |
| 2 | Polonia · Republica Populară Chineză | Iga Świątek Zheng Qinwen                                | 6 2         | 6 3 |          |  |
| 3 | Polonia · Republica Populară Chineză | Katarzyna Piter / Jan Zieliński You Xiaodi / Sun Fajing | 6 3         | 5 7 | [10] [7] |  |

#### Franța vs. Norvegia
| · Franța · 2 | Sydney, Ken Rosewall Arena 4 ianuarie 2024 | Sydney, Ken Rosewall Arena 4 ianuarie 2024                            | · Norvegia · 1 |      |      |  |
| \| \| \| \| 1 \| 2 \| 3 \| \| \| - \| \| --------------------------------------------------------------------- \| --- \| ---- \| ---- \| \| \| 1 \| \| Caroline Garcia Malene Helgø \| 6 2 \| 6 78 \| 7 65 \| \| \| 2 \| \| Adrian Mannarino Casper Ruud \| 1 6 \| 4 6 \| \| \| \| 3 \| \| Caroline Garcia / Édouard Roger-Vasselin Ulrikke Eikeri / Casper Ruud \| 7 5 \| 6 4 \| \| \| |                                            |                                                                       |                |      |      |  |
| |                                            |                                                                       | 1              | 2    | 3    |  |
| 1 | Franța · Norvegia                          | Caroline Garcia Malene Helgø                                          | 6 2            | 6 78 | 7 65 |  |
| 2 | Franța · Norvegia                          | Adrian Mannarino Casper Ruud                                          | 1 6            | 4 6  |      |  |
| 3 | Franța · Norvegia                          | Caroline Garcia / Édouard Roger-Vasselin Ulrikke Eikeri / Casper Ruud | 7 5            | 6 4  |      |  |

#### Australia vs. Serbia
| · Australia · 3 | Perth, RAC Arena 3 ianuarie 2024 | Perth, RAC Arena 3 ianuarie 2024                             | · Serbia · 0 |     |   |  |
| \| \| \| \| 1 \| 2 \| 3 \| \| \| - \| \| ------------------------------------------------------------ \| --- \| --- \| - \| \| \| 1 \| \| Alex de Minaur Novak Djokovic \| 6 4 \| 6 4 \| \| \| \| 2 \| \| Ajla Tomljanović Natalija Stevanović \| 6 1 \| 6 1 \| \| \| \| 3 \| \| Storm Hunter / Matthew Ebden Dejana Radanović / Nikola Ćaćić \| 6 3 \| 6 3 \| \| \| |                                  |                                                              |              |     |   |  |
| |                                  |                                                              | 1            | 2   | 3 |  |
| 1 | Australia · Serbia               | Alex de Minaur Novak Djokovic                                | 6 4          | 6 4 |   |  |
| 2 | Australia · Serbia               | Ajla Tomljanović Natalija Stevanović                         | 6 1          | 6 1 |   |  |
| 3 | Australia · Serbia               | Storm Hunter / Matthew Ebden Dejana Radanović / Nikola Ćaćić | 6 3          | 6 3 |   |  |

#### Grecia vs. Germania
| · Grecia · 1 | Sydney, Ken Rosewall Arena 5 ianuarie 2024 | Sydney, Ken Rosewall Arena 5 ianuarie 2024                          | · Germania · 2 |     |   |  |
| \| \| \| \| 1 \| 2 \| 3 \| \| \| - \| \| ------------------------------------------------------------------- \| --- \| --- \| - \| \| \| 1 \| \| Maria Sakkari Angelique Kerber \| 6 0 \| 6 3 \| \| \| \| 2 \| \| Stefanos Tsitsipas Alexander Zverev \| 4 6 \| 4 6 \| \| \| \| 3 \| \| Maria Sakkari / Petros Tsitsipas Laura Siegemund / Alexander Zverev \| 3 6 \| 3 6 \| \| \| |                                            |                                                                     |                |     |   |  |
| |                                            |                                                                     | 1              | 2   | 3 |  |
| 1 | Grecia · Germania                          | Maria Sakkari Angelique Kerber                                      | 6 0            | 6 3 |   |  |
| 2 | Grecia · Germania                          | Stefanos Tsitsipas Alexander Zverev                                 | 4 6            | 4 6 |   |  |
| 3 | Grecia · Germania                          | Maria Sakkari / Petros Tsitsipas Laura Siegemund / Alexander Zverev | 3 6            | 3 6 |   |  |

### Semifinale

#### Polonia vs. Franța
| · Polonia · 3 | Sydney, Ken Rosewall Arena 6 ianuarie 2024 | Sydney, Ken Rosewall Arena 6 ianuarie 2024                               | · Franța · 0 |     |     |  |
| \| \| \| \| 1 \| 2 \| 3 \| \| \| - \| \| ------------------------------------------------------------------------ \| --- \| --- \| --- \| \| \| 1 \| \| Hubert Hurkacz Adrian Mannarino \| 6 3 \| 7 5 \| \| \| \| 2 \| \| Iga Świątek Caroline Garcia \| 4 6 \| 6 1 \| 6 1 \| \| \| 3 \| \| Katarzyna Kawa / Jan Zieliński Elixane Lechemia / Édouard Roger-Vasselin \| 6 3 \| 6 3 \| \| \| |                                            |                                                                          |              |     |     |  |
| |                                            |                                                                          | 1            | 2   | 3   |  |
| 1 | Polonia · Franța                           | Hubert Hurkacz Adrian Mannarino                                          | 6 3          | 7 5 |     |  |
| 2 | Polonia · Franța                           | Iga Świątek Caroline Garcia                                              | 4 6          | 6 1 | 6 1 |  |
| 3 | Polonia · Franța                           | Katarzyna Kawa / Jan Zieliński Elixane Lechemia / Édouard Roger-Vasselin | 6 3          | 6 3 |     |  |

#### Australia vs. Germania
| · Australia · 1 | Sydney, Ken Rosewall Arena 6 ianuarie 2024 | Sydney, Ken Rosewall Arena 6 ianuarie 2024                      | · Germania · 2 |      |           |  |
| \| \| \| \| 1 \| 2 \| 3 \| \| \| - \| \| --------------------------------------------------------------- \| ---- \| ---- \| --------- \| \| \| 1 \| \| Ajla Tomljanović Angelique Kerber \| 6 4 \| 2 6 \| 67 9 \| \| \| 2 \| \| Alex de Minaur Alexander Zverev \| 5 7 \| 6 3 \| 6 4 \| \| \| 3 \| \| Storm Hunter / Matthew Ebden Laura Siegemund / Alexander Zverev \| 62 7 \| 7 62 \| [13] [15] \| \| |                                            |                                                                 |                |      |           |  |
| |                                            |                                                                 | 1              | 2    | 3         |  |
| 1 | Australia · Germania                       | Ajla Tomljanović Angelique Kerber                               | 6 4            | 2 6  | 67 9      |  |
| 2 | Australia · Germania                       | Alex de Minaur Alexander Zverev                                 | 5 7            | 6 3  | 6 4       |  |
| 3 | Australia · Germania                       | Storm Hunter / Matthew Ebden Laura Siegemund / Alexander Zverev | 62 7           | 7 62 | [13] [15] |  |

### Finală

#### Polonia vs. Germania
| · Polonia · 1 | Sydney, Ken Rosewall Arena 7 ianuarie 2024 | Sydney, Ken Rosewall Arena 7 ianuarie 2024                      | · Germania · 2 |      |          |  |
| \| \| \| \| 1 \| 2 \| 3 \| \| \| - \| \| --------------------------------------------------------------- \| ---- \| ---- \| -------- \| \| \| 1 \| \| Iga Świątek Angelique Kerber \| 6 3 \| 6 0 \| \| \| \| 2 \| \| Hubert Hurkacz Alexander Zverev \| 7 63 \| 6 78 \| 4 6 \| \| \| 3 \| \| Iga Świątek / Hubert Hurkacz Laura Siegemund / Alexander Zverev \| 4 6 \| 7 5 \| [4] [10] \| \| |                                            |                                                                 |                |      |          |  |
| |                                            |                                                                 | 1              | 2    | 3        |  |
| 1 | Polonia · Germania                         | Iga Świątek Angelique Kerber                                    | 6 3            | 6 0  |          |  |
| 2 | Polonia · Germania                         | Hubert Hurkacz Alexander Zverev                                 | 7 63           | 6 78 | 4 6      |  |
| 3 | Polonia · Germania                         | Iga Świątek / Hubert Hurkacz Laura Siegemund / Alexander Zverev | 4 6            | 7 5  | [4] [10] |  |